# Commission scolaire des Navigateurs
 (septembre 2020).
Pour les raisons suivantes :
- Les commissions scolaires québécoises étaient une forme de gouvernement local composé de commissaires élus et disposant de pouvoirs de taxation. Leur admissibilité dans Wikipédia est bien établie.
- Par contre, les centres de service scolaires sont plutôt des centres administratifs relevant du ministère de l'Éducation. Leur mode de gestion et leurs pouvoirs sont différents de ceux des commissions scolaires. Leur admissibilité selon les critères de Wikipédia n'a pas encore été démontrée.
- Vu leur nature différente, les éventuels articles sur les centres de services scolaires devraient être distincts de ceux des commissions scolaires, et non des renommages de ceux-ci.
- Les contributeurs sont invités à discuter de ce sujet sur Discussion Projet:Québec.

Le commission scolaire des Navigateurs (CSDN) est une ancienne commission scolaire francophone desservant les régions entre Leclercville et Lévis dans la région de Chaudière-Appalaches. Elle a été remplacée en 2020 par un centre de services scolaires du même nom. La directrice générale est Suzie Lucas depuis le 4 juillet 2022.

## Établissements

### Écoles primaires
- École Belleau (Saint-Henri)
- École Charles-Rodrigue (Lévis)
- École Clair-Soleil (Saint-Nicolas)
- École de l'Alizé (Saint-Jean-Chrysostome)
- École de l'Amitié (Sainte-Agathe-de-Lotbinière)
- École De l'Auberivière (Lévis)
- École de l'Épervière (Saint-Agapit)
- École de l'Étoile (Saint-Nicolas)
- École de l'Odyssée (Saint-Nicolas)
- École de la Berge (Lotbinière)
- École de la Caravelle (Dosquet)
- École de la Caravelle (Saint-Flavien)
- École de la Caravelle (Saint-Janvier-de-Joly)
- École de la Chanterelle (Saint-Étienne-de-Lauzon)
- École de la Clé-d'Or (Saint-Antoine-de-Tilly)
- École de la Falaise (Leclercville)
- École de la Nacelle (Saint-Jean-Chrysostome)
- École de la Rose-des-Vents (Saint-Jean-Chrysostome)
- École de la Ruche (Saint-Rédempteur)
- École de la Source (Laurier-Station)
- École de Taniata (Saint-Jean-Chrysostome)
- École Desjardins (Lévis)
- École des Mousaillons (Pintendre)
- École des Mousserons (Saint-Jean-Chrysostome)
- École des Petits-Cheminots (Lévis)
- École des Pixels (Lévis)
- École des Quatre-Vents (Saint-Apollinaire)
- École des Sentiers (Saint-Apollinaire)
- École du Bac (Saint-Lambert-de-Lauzon)
- École du Boisé (Pintendre)
- École du Chêne (Saint-Édouard-de-Lotbinière)
- École du Grand-Voilier (Saint-Nicolas)
- École du Ruisseau (Lévis)
- École du Tournesol (Saint-Rédempteur)
- École Étienne-Chartier (Saint-Gilles)
- École Gagnon (Saint-Henri)
- École La Martinière (Saint-Nicolas)
- École La Mennais (Sainte-Croix)
- École Notre-Dame (Lévis)
- École Notre-Dame-d'Etchemin (Saint-Romuald)
- École Plein-Soleil (Saint-Étienne-de-Lauzon)
- École Saint-Dominique (Lévis)
- École Saint-Joseph (Lévis)
- École Saint-Louis-de-France (Charny)
- École Sainte-Hélène (Breakeyville)
- École Sainte-Marie (Lévis)
- École Sainte-Thérèse (Saint-Agapit)

### Écoles primaires-secondaires
- École Beaurivage (Saint-Agapit)
- École de la Clé-du-Boisé (Saint-Étienne-de-Lauzon)
- École de l'Envol (Saint-Nicolas)
- École de l'Îlot-des-Appalaches (Lévis)

### Écoles secondaires
- Centre de formation en entreprise et récupération (CFER) des Navigateurs (Charny)
- École Pointe-Lévy (Lévis)
- École secondaire Champagnat (Lévis)
- École secondaire de l'Aubier (Saint-Romuald)
- École secondaire de l'Horizon (Saint-Jean-Chrysostome)
- École secondaire Guillaume-Couture (Lévis)
- École secondaire les Etchemins (Charny)
- École secondaire Pamphile-Le May (Sainte-Croix)

### Centre d'éducation des adultes et Formation professionnelle
- Centre d'éducation des adultes des Navigateurs (CÉAN) (Lévis) (Saint-Romuald) (Charny) (Sainte-Croix)
- Centre national de conduite d'engins de chantier (CNCEC) (Saint-Jean-Chrysostome)
- Centre de formation professionnelle Gabriel-Rousseau (CFPGR) (Saint-Romuald)
- Centre de formation professionnelle de Lévis (CFPL) (Lévis)
- Centre de formation en mécanique de véhicules lourds (CFMVL) (Saint-Romuald)
- Centre de formation en montage de lignes (CFML) (Saint-Henri) (Montréal)

## Faits divers
C'est dans cette commission scolaire qu'a été implanté, pour la première fois, Le mouvement Les Aidants scolaires, en 2007. En effet, l'École de la Ruche, à Saint-Rédempteur, a été la première a profité de cette structure visant à favoriser l'implication bénévole des citoyens dans les écoles de quartier.